# Exothispa reimeri
Exothispa reimeri es una especie de insecto coleóptero de la familia Chrysomelidae. Fue descrita en 1897 por Kolbe.